# Helianthus floridanus
Helianthus floridanus — вид квіткових рослин з родини айстрових (Asteraceae).

## Біоморфологічна характеристика
Це багаторічник 100–200 см (кореневищні). Стебла (зелені) прямовисні, щетинисті. Листки переважно стеблові; зазвичай супротивні чи чергові, рідше в кільці; листкові ніжки 0–1 см; листкові пластинки від ланцетних до еліптичних чи ланцетно-яйцюватих, 4–15 × 0.5–6 см, поверхні шершаві, абаксіально залозисті; краї цілі чи зубчасті (часто хвилясті). Квіткових голів 1–6. Променеві квітки 10–20; пластинки 20–25 мм (абаксіально залозисто-крапчасті). Дискові квітки 90+; віночки 4–5 мм, частки зазвичай червонуваті, іноді жовті; пиляки темно-коричневі чи чорні. Ципсели 2.5–3 мм, голі. 2n = 34. Цвітіння: кінець літа — осінь.

## Умови зростання
Південний схід США (Алабама, Флорида, Джорджія, Луїзіана, Північна Кароліна, Південна Кароліна). Населяє піщані, відкриті ділянки; 0–50 метрів.